# Into the maelstrom
Into the maelstrom is het vierde studioalbum van de Amerikaanse muziekgroep Bigelf.

## Achtergrond
Bigelf bracht onregelmatig platen uit, maar na Cheat the Gallows duurde het zes jaar voordat er weer nieuw materiaal verscheen. De band was wel bezig met een album, dat uitgebracht zou moeten worden in 2011, maar de opnamen stokten en de band kwam stil te liggen. Bandleider Damon Fox had er gedurende die tijd geen vertrouwen meer in, maar werd door Mike Portnoy (toen net opgestapt uit Dream Theater) wel weer vertrouwen in. Bigelf toerde in het verleden met Dream Theater. Portnoy verdween overigens na het album weer uit beeld. Achter de mengtafel zat Alain Johannes, die eerder werkte met Eleven, Queens of the Stone Age, Them Crooked Vultures en Chris Cornell.
De fora voor progressieve rock/progressieve metal gaven een wisselend beeld. Men vond het album rommelig, maar er werd vaak gerefereerd aan de Beatlesachtige zang en de muziek van Black Sabbath en Led Zeppelin.
Het album is grotendeels opgenomen in ITM (Incredible time machine), de thuisstudio van Fox, de drumpartijen werden toegevoegd vanuit Los Angeles (Kung-Fu Gardens van Linda Perry).

## Musici
- Damon Fox – zang, gitaar, toetsinstrumenten waaronder mellotron en hammondorgel
- Luis Maldonado – gitaar
- Duffy Snowhill – basgitaar
- Mike Portnoy – slagwerk

Met
- Anna Vocino – stem op Incredible time machine
- Billy Wesley – achtergrondzang, percussie Vertigod
- Monte Majera – achtergrondzang vertigod

## Muziek
| Nr. | Titel                                                                  | Duur |
| --- | ---------------------------------------------------------------------- | ---- |
| 1.  | Incredible time machine (Fox)                                          | 3:57 |
| 2.  | Hypersleep (Fox)                                                       | 5:37 |
| 3.  | Already gone (Fox, Linda Perry)                                        | 3:29 |
| 4.  | Alien frequency (Fox)                                                  | 4:15 |
| 5.  | The professor and the madman (Fox)                                     | 5:59 |
| 6.  | Mr. Harry McQuhae (Fox)                                                | 6;13 |
| 7.  | Vertigod (Fox)                                                         | 3:58 |
| 8.  | Control freak (Fox, Maldonado)                                         | 2:51 |
| 9.  | High (Fox)                                                             | 7:11 |
| 10. | Edge of oblivion (Fox)                                                 | 6:34 |
| 11. | Theater of dreams (Fox)                                                | 4:02 |
| 12. | ITM I.Determination unknown, II.Harbinger of death, III.Memorial (Fox) | 8:10 |

Op de bonusdisc kan men nog luisteren naar remixen van Control freak (2 versies), Alien frequency ((2 versies), Hypersleep, Mr. Harry McQuhae en Theater of dreams.